# Рор (Тюрингія)
Рор (нім. Rohr) — громада в Німеччині, розташована в землі Тюрингія. Входить до складу району Шмалькальден-Майнінген. Складова частина об'єднання громад Дольмар-Зальцбрюкке.
Площа — 13,96 км2. Населення становить 911 ос. (станом на 31 грудня 2021).

## Галерея

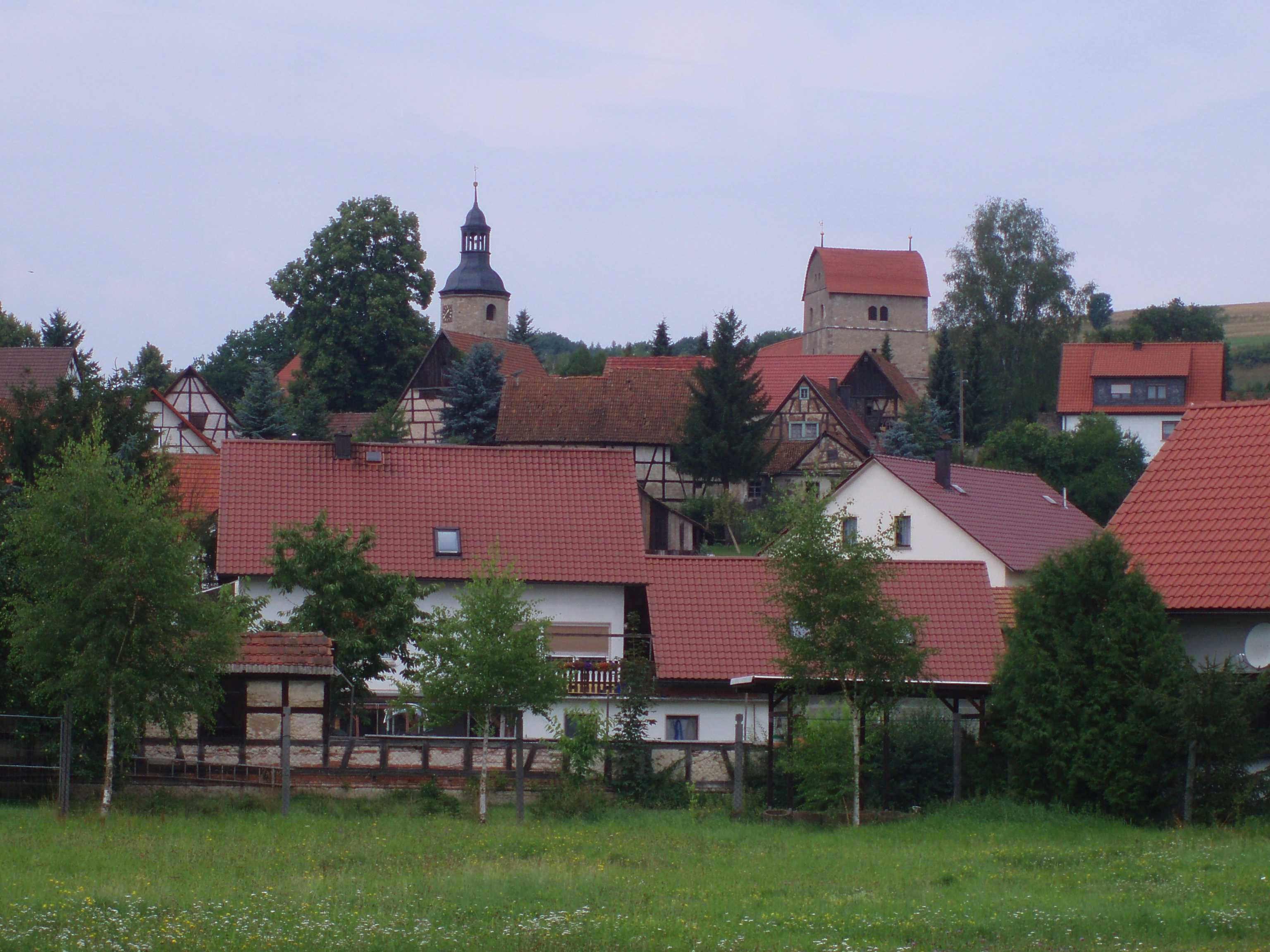
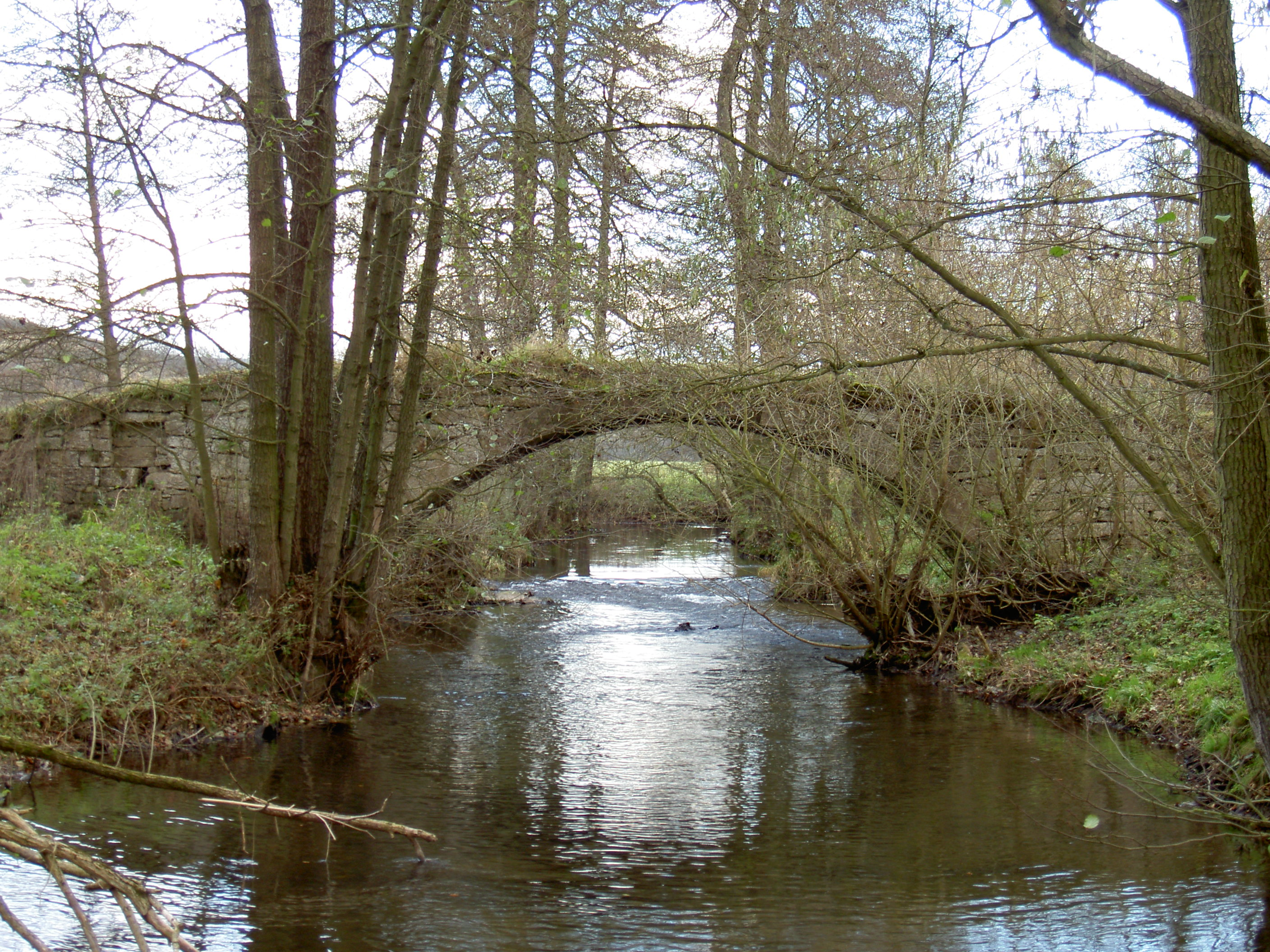